# Montan
Montan (wł. Montagna) – miejscowość i gmina we Włoszech, w regionie Trydent-Górna Adyga, w prowincji Bolzano.
Liczba mieszkańców gminy wynosiła 1601 (dane z roku 2009). Język niemiecki jest językiem ojczystym dla 93,82%, włoski dla 6,04%, a ladyński dla 0,15% mieszkańców (2001).